# Kleine Aareameer
Het Kleine Aareameer, Zweeds-Fins: Vähä-Aareajärvi, is een meer in het noorden van Zweden. Het meer ligt op de zuidgrens van de Aareavallei. Aangezien het dal een moeras is, is de grens van het meer niet altijd even duidelijk. 